# Abiego
Abiego este o localitate în Spania în comunitatea Aragon în provincia Huesca. Se află la o altitudine de 539 m deasupra nivelului mării. Are o suprafață de 38,191585 km². Populația este de 271 locuitori, determinată în 2021, prin registru de stare civilă[*].